# Пінега (Архангельська область)
Пінега (рос. Пинега) — селище в Пінезькому районі Архангельської області Російської Федерації.
Населення становить 3786 осіб. Входить до складу муніципального утворення Пинежське муніципальне утворення.

## Історія
Від 1937 року належить до Архангельської області.
Орган місцевого самоврядування від 2004 року — Пинежське муніципальне утворення.

## Населення
| 1861 | 1970  | 1979  | 1989  | 2002  | 2010  | 2012  |
| ---- | ----- | ----- | ----- | ----- | ----- | ----- |
| 596  | ↗3592 | ↗4262 | ↗4401 | ↘3763 | ↘3225 | ↗3786 |